# Psalm 55
Psalm 55 – jeden z utworów zgromadzonych w biblijnej Księdze Psalmów. Psalm jest zaliczany do dzieł Dawidowych. W numeracji Septuaginty psalm ten nosi numer 54.

## Teologia Psalmu
Utwór jest lamentacją zbudowaną koncentrycznie z dwóch części (54,2–15, 16–24). W znaczącym stopniu przeważa w nich prośba o pokonanie wrogów. Podmiot liryczny doświadcza niewierności ze strony swoich przyjaciół. Doświadczenia i ból, jakie przeżywa psalmista, przypominają towarzyszące problemom niewierności małżeńskiej, nadużyciom władzy i niewdzięczności. W psalmie występują chaotyczne wypowiedzi odzwierciedlające stres, jakiemu poddana jest osoba mówiąca w tekście. Psalmista chętnie uciekłby z miasta pełnego nieprawości. Niestety ucieczka nie jest w stanie uciszyć źródła udręki podmiotu lirycznego. Wypowiedziom psalmisty towarzyszy uczucie smutku i lęku. W drugiej części psalmu (55,16) określa on pragnienie odwetu jako coś absolutnie normalnego, jednak do niego nie zachęca. Proponuje, aby cały ciężar składać na Pana (55,23).

## Symbolika
- Niechaj żywcem zstąpią do szeolu (55,16) – bardziej dokładne tłumaczenie, wyrażające życzenie całkowitej śmierci wrogów psalmisty[4].
- Gładsze niż masło są usta jego, ale wrogość jest w sercu jego (55,22) – podobne rozróżnienie istnieje w przysłowiu akadyjskim znajdującym się w serii tekstów magicznych Šurpu[4].
- W utworze dwukrotnie pojawia się niejasne słowo sela, którego znaczenie nie jest dokładnie znane[5].